# 凤岭站
凤岭站是南宁轨道交通1号线的地铁车站，位于中华人民共和国广西壮族自治区南宁市青秀区凤岭立交以东的民族大道中地下，该站于2016年6月28日开通运营。